# La Beaume
 La Beaume  es una población y comuna francesa, en la región de Provenza-Alpes-Costa Azul, departamento de Altos Alpes, en el distrito de Gap y cantón de Aspres-sur-Buëch.

## Demografía
| 208 | 192 | 155 | 131 | 145 | 140 |
| Para los censos de 1962 a 1999 la población legal corresponde a la población sin duplicidades (Fuente: INSEE [Consultar]) |     |     |     |     |     |